# Petalidium rossmannianum
Petalidium rossmannianum är en akantusväxtart som beskrevs av P. G. Meyer. Petalidium rossmannianum ingår i släktet Petalidium och familjen akantusväxter. Inga underarter finns listade i Catalogue of Life.